# Cantón de Beynat
El cantón de Beynat era una división administrativa francesa, que estaba situada en el departamento de Corrèze y la región de Limusín.

## Composición
El cantón estaba formado por siete comunas:
- Albignac
- Aubazines
- Beynat
- Lanteuil
- Le Pescher
- Palazinges
- Sérilhac

## Supresión del cantón de Beynat
En aplicación del Decreto n.º 2014-228 de 24 de febrero de 2014, el cantón de Beynat fue suprimido el 22 de marzo de 2015 y sus 7 comunas pasaron a formar parte del nuevo cantón de Mediodía Correziano.